# ديفيد لاد
ديفيد لاد (بالإنجليزية: David Ladd) هو محامي أمريكي، ولد في 18 سبتمبر 1926 في بورتسموث في الولايات المتحدة، وتوفي في 12 أكتوبر 1994 في مقاطعة أرلنغتون في الولايات المتحدة.